# Titularbistum Vescera
Vescera ist ein Titularbistum der römisch-katholischen Kirche.
Die in Nordafrika gelegene Stadt (heutiger Name: Biskra) war ein alter römischer Bischofssitz, der im 7. Jahrhundert mit der islamischen Expansion unterging. Er lag in der römischen Provinz Numidien.
| Titularbischöfe von Vescera |                                 | |                 |                  |
| Nr.                         | Name                            | Amt | von             | bis              |
| 1                           | Louis-Georges-Firmin Demol CICM | Apostolischer Koadjutorvikar von Ober-Kasaï Apostolischer Vikar von Ober-Kasaï (Demokratische Republik Kongo) | 27. Januar 1936 | 2. Juli 1969     |
| 2                           | José Gustavo Angel Ramírez MXY  | Apostolischer Vikar von Mitú-Puerto Inírida (Kolumbien)                                                       | 19. Juni 1989   | 23. Februar 2013 |
| 3                           | John Bosco Chang Shin-Ho        | Weihbischof in Daegu (Südkorea)                                                                               | 31. Mai 2016    |                  |